# Luo Xiaojuan
Luo Xiaojuan (骆晓娟, Luò Xiǎojuān) est une escrimeuse chinoise pratiquant l'épée, née le 12 juin 1984.
Luo a gagné la médaille d'or par équipe aux Championnats du monde d'escrime 2006 en battant en finale l'équipe de France. L'équipe, en plus d'elle, était composée de Li Na, Zhong Weiping et Zhang Li.

## Palmarès
- Championnats du monde d'escrime
  -  Médaille d'or par équipes aux championnats du monde d'escrime 2006 à Turin
  -  Médaille d'argent par équipes aux championnats du monde d'escrime 2011 à Catane
  -  Médaille d'argent par équipes aux championnats du monde d'escrime 2008 à Pékin
- Jeux asiatiques
  -  Médaille d'or aux  Jeux asiatiques de 2006 au Qatar